# Luiz Dantas (político)
Luiz Dantas Lima (Batalha, 29 de novembro de 1949 – São Paulo, 5 de março de 2025) foi um político brasileiro. Ele foi deputado federal deputado federal por quatro mandatos consecutivos, de 1991 a 2007, pelos partidos PTB, PSD e PSC, presidente da Assembleia Legislativa de Alagoas e pai do governador de Alagoas, Paulo Dantas do MDB. Em 5 de março de 2025, ele morreu aos 75 anos em São Paulo, em decorrência de complicações no tratamento contra um câncer de faringe. Ele deixou esposa e cinco filhos.